# ياو وينيون

ملصق ماوي عربي مؤيد لعصابة الأربعة

ياو ون يوان ولدت لأسرة مفكرين في الصين. والده ، ياو كان كاتبا ومترجم و ناقد فني .
بدأ حياته المهنية في شنغهاي كناقد أدبي ، حيث أصبح معروفا بسبب هجماته الحادة ضد زملائه الكتاب ، في يونيو 1957 ، بدأ بالتعاون بشكل وثيق مع السياسيين في شنغهاي ذوي الأفكار اليسارية ، كان من قادة الثورة الثقافية
. في نيسان 1969 وانضم إلى المكتب السياسي للجنة المركزية للحزب الشيوعى الصينى ، ولعمل على الدعاية الرسمية كان رئيس تحرير صحيفة «التحرير اليومية» في شانغهاى . .
في أكتوبر عام 1976، تم اعتقاله لمشاركته في الثورة الثقافية ، وحكم عليه بالسجن لمدة 20 عاما.
وأفرج عنه في 23 أكتوبر 1996 ، وقضى ما تبقى من حياته يؤلف كتباً ودراسة التاريخ الصيني . عاش في مسقط رأسه شنغهاي ، وأصبح عضوا آخر ما تبقي من حياته في ما سمي ب عصابة الأربعة بعد وفاة تشانغ تشون تشياو في أبريل 2005 . مات من مرض السكري في 23 ديسمبر 2005 ، عن عمر يناهز74
كان مع الفكر الثوري الماوي وضد الإصلاحات التي قامت في عهد دينغ هساو بيغ

## وصلات خارجية
- ياو وينيون على موقع مونزينجر (الألمانية)